# Moro de guandules

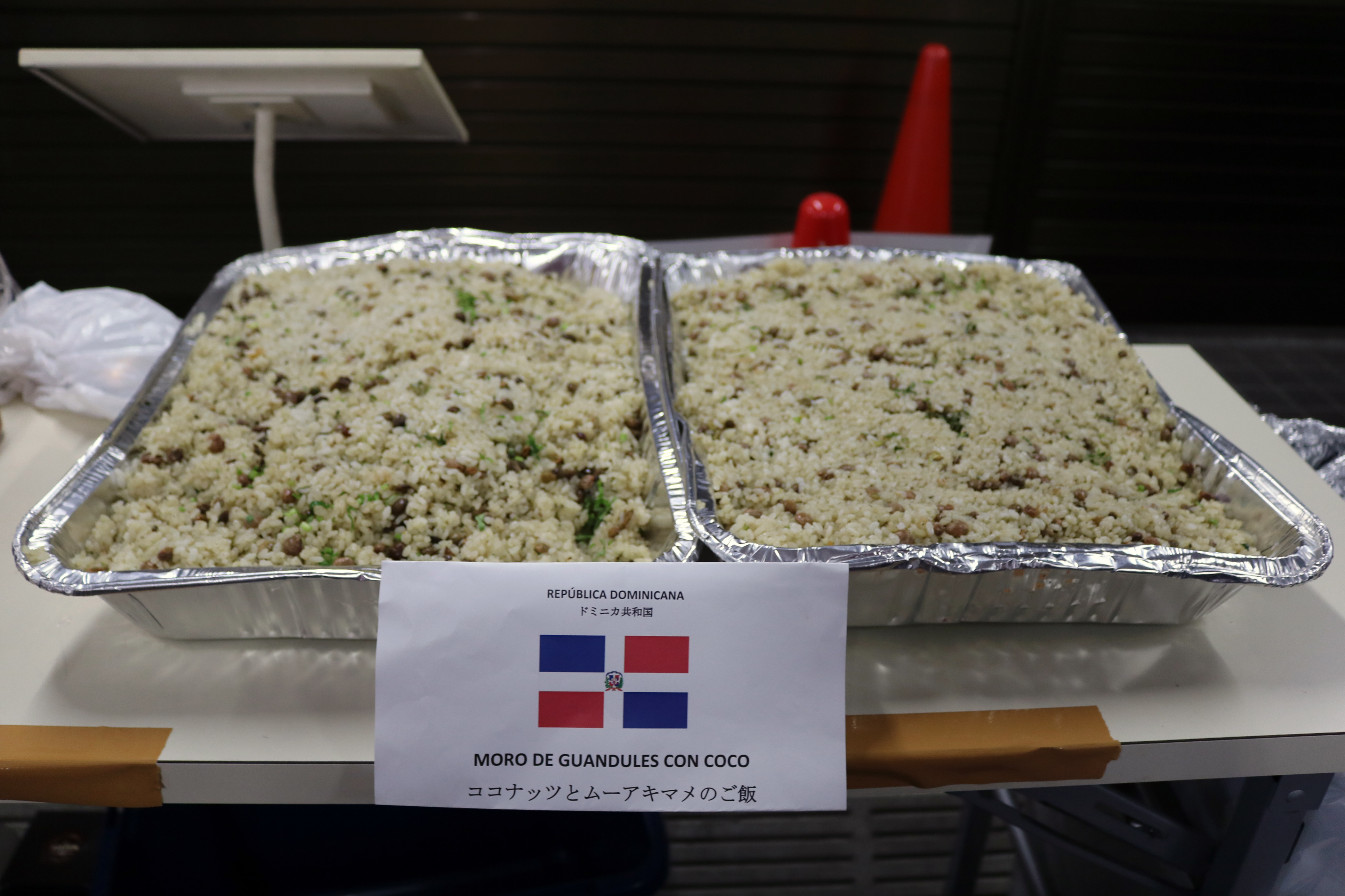
El moro de guandules

El moro de guandules (guisantes moriscos) es un plato de la gastronomía dominicana, a base de arroz moro y un tipo de guisante llamado guandú. El arroz moro o moros y cristianos es un plato típico de España y de las Antillas españolas, también llamado arroz con frijoles. Se pueden encontrar versiones del arroz con frijoles por todo el Caribe; en Jamaica, por ejemplo, el rice and peas.
En el moro de guandules, el arroz se cocina con cebolla, pimiento, ajo, pasta de tomate, apio, tomillo, orégano y guandules. Cuando se agrega leche de coco, se conoce como moro de guandules con coco, y es una comida tradicional para Navidad.
Los guandules, a diferencia del frijol común, tienen un sabor similar al de la nuez, y más ahumado. Tiene su origen en el Subcontiente Indio; de hecho, el guandú es muy populares también en el sur de la India, donde se le llama arahar daal (अरहर दाल). En inglés se le conoce como pigeon pea («guisante paloma»).